# Liste des centres commerciaux de Montréal
Cette liste contient la majorité des centres commerciaux de Montréal.

## Ville de Montréal

### Ville-Marie
- Le 1000 de la Gauchetière
- Carrefour Industrielle Alliance
- 2020 University
- Le Centre Eaton Montréal
- Complexe Desjardins
- Complexe les Ailes (anciennement Eaton's)
- Complexe Guy-Favreau (appartient à SNC-Lavalin ProFac[1])[2]
- Faubourg Sainte-Catherine[3]
- Les Cours Mont-Royal[4]
- Ogilvy's
- Place Alexis Nihon (Ville-Marie)
- Place Bonaventure
- Place Dupuis[5]
- Place Montreal Trust
- Place Ville-Marie
- Promenades Cathédrale

### Ahuntsic-Cartierville
- Les Galeries Normandie[6]
- Marché Central
- Centre Rockland
- Place Fleury[7]

### Anjou
- Centre commercial Joseph-Renaud[8]
- Les Galeries d'Anjou
- Les Halles d'Anjou

### Côte-des-Neiges–Notre-Dame-de-Grâce
- Centre commercial Van Horne[9]
- Centre commercial Wilderton  [10]
- Decarie Square Mall
- Plaza Côte-des-Neiges[11]

### Lachine
- - Les Galeries Lachine[12]

### LaSalle
- Carrefour Angrignon[13]
  - Centre commercial Place Lasalle[14]
- Place Newman

### Mercier–Hochelaga-Maisonneuve
- Centre Champlain (Village Champlain)[15]
- Centre commercial Domaine[16]
- Centre commercial Maisonneuve[17]
- Place Versailles
- Promenade Ontario[18]

### Montréal-Nord
- Place Bourassa[19]
- Centre commercial Forest

### Le Plateau-Mont-Royal
- Les Galeries Du Parc

### Rivière-des-Prairies–Pointe-aux-Trembles
- Carrefour De La Pointe[20],[21]
- Faubourg des Prairies[22]
- Place Pointe-aux-Trembles[23]

### Saint-Laurent
- Centre commercial Village Montpellier[24]
- Les Galeries St Laurent[24]
- Galeries Norgate[24]
- Place Vertu[25]
- Méga Centre Côte-Vertu (ancien nom : Centre commercial Le Bazar)[24]

### Saint-Leonard
- Centre commercial Le Boulevard[26] (partiellement dans Villeray–Saint-Michel–Parc-Extension)
- Place Michelet[27]
- Place Provencher[28]
- Place Viau[29]

### Verdun
- Le Campanîle & Place du Commerce[30]

### Villeray–Saint-Michel–Parc-Extension
- Centre commercial Le Boulevard (partiellement dans Saint-Leonard)

## À l'extérieur de la ville de Montréal

### Île de Montréal
- Beaconsfield
  - Centre commercial Beaconsfield[31]
- Côte-Saint-Luc
  - Centre commercial Côte St-Luc[32]
  - Cavendish Mall
- Dollard-Des Ormeaux
  - Les Galeries des Sources[33]
- Dorval
  - Les Jardins Dorval[34]
- Kirkland
  - Centre Kirkland & Centre St-Charles[35]
  - Place Kirkland[36]
- Mont Royal
  - Centre commercial Place l'Acadie-Beaumont[37]
  - Centre commercial VMR[38]
- Pointe-Claire
  - Centre Fairview Pointe-Claire
  - Plaza Pointe-Claire
- Westmount
  - Westmount Square

### Rive Sud
- Beloeil
  - Mail Montenach[39]
- Boucherville
  - Carrefour de la Rive Sud[40]
  - Promenades Montarville[41]
- Brossard
  - Mail Champlain[42],[43]
  - Place Portobello[44]
  - Quartier DIX30
- Châteauguay
  - Centre régional Châteauguay[45]
- Greenfield Park
  - Galeries Taschereau[46]
  - Mail Carnaval[47]
  - Place Greenfield Park[48]
- Longueuil
  - Centre Jacques-Cartier[49]
  - Place Longueuil
  - Place Desormeaux[50]
- Saint-Bruno
  - Les Promenades St-Bruno
- Saint-Hubert
  - Carrefour Saint-Hubert[51]
  - Centre Cousineau[52]
- Salaberry-de-Valleyfield
  - Centre Valleyfield  [45]
- Vaudreuil-Dorion
  - Centre commercial Hudson[53]
  - Centre commercial Vaudreuil[54]

### Laval
- Centre Laval
- Carrefour Laval
- Galeries Laval[55]
- Galeries du Moulin[56]
- Centre commercial St. Martin[57]
- Centre commercial Duvernay[58]
- Centropolis
- Méga-Centre Sainte-Dorothée
- Méga-Centre Val-des-Brises
- Le Quartier Laval

### Rive Nord
- Repentigny
  - Les Galeries Rive-Nord
- Rosemère
  - Centre commercial les Galeries Mille-Îles[59]
  - Place Rosemère[60]
- Saint-Eustache
  - Carrefour St-Eustache[61]
- Sainte-Thérèse
  - Centre commercial Plaza Ste-Thérèse[62]
- Terrebonne
  - Les Galeries De Terrebonne[63]

## Marché Public
- Marché Atwater (Montréal)
- Marché Bonsecours (Montréal)
- Marché central de Montréal (Montréal)
- Marché Jean-Talon (Montréal)
- Marché Les Halles d'Anjou
- Marché Saint-Jacques (Montréal)
- Marché Maisonneuve (Montréal)[64]
- Marché Lachine (Lachine)[65]
- Marché Public 440 (Laval)[66]
- Marché public de Longueuil (Longueuil)[67]
- Marché des Jardiniers (La Prairie)[68]